# Orden de traspaso de efectivo
La Orden de Traspaso de Efectivo, habitualmente conocida por su abreviatura OTE, era una operación bancaria que permitía traspasar fondos entre dos cuentas pertenecientes a un mismo titular en dos entidades distintas. El banco emisor de la orden era el destinatario del dinero, al revés que en las transferencias, en las que la orden de envío se hace en el banco que envía el dinero. Es decir, un cliente que tiene una cuenta en un banco A y otra en un banco B y quiere enviar una determinada cantidad de dinero del banco A al banco B tiene dos opciones: una es hacer una transferencia, para lo cual va al banco A a ordenar el envío de dinero a su cuenta en el banco B; la otra opción es dirigirse al banco B y solicitar una OTE desde su cuenta en el banco A.
Las OTEs se pueden ordenar para importes inferiores a 150.000 euros, sin ningún importe mínimo. Para importes superiores a 6.000 euros es necesario que la orden vaya firmada por el titular, mientras que para importes inferiores el banco emisor sólo necesita disponer de una autorización genérica por parte del titular.
Estas órdenes tienen gran importancia en la operativa de los bancos en línea y a distancia, pues permiten a los titulares el ingreso de fondos de una forma sencilla y cómoda. Normalmente el titular firma la autorización genérica al darse de alta como cliente de la entidad en línea, y ello le permite realizar ingresos desde su entidad tradicional.
Este tipo de órdenes suele ser gratuita para el cliente, pues aunque la operación supone un coste para el banco emisor, éste no suele repercutirlo al ordenante. No obstante, existen algunos bancos que han establecido comisiones por las OTEs recibidas en sus cuentas.
A partir del 1 de febrero de 2014, las Órdenes de Traspaso de Efectivo no podrán ser utilizadas. Este cambio afecta a todas las entidades bancarias españolas y se recoge dentro del Reglamento 260/2012, en el marco regulatorio de la normativa SEPA.[cita requerida]
En su lugar habrá un sistema que sustituye a las Órdenes de Traspaso de Efectivo y se llama Adeudos Directos (Direct Debit), con unos plazos de disponibilidad de dinero más dilatados (de 7 y 44 días).[cita requerida]
Existen 2 modalidades de Adeudos Directo, uno básico tanto para consumidores como empresas o autónomos: CORE y otra de uso exclusivo de empresas y autónomos: B2B.